# 埼玉ベルエポック製菓調理専門学校
埼玉ベルエポック製菓調理専門学校（さいたまベルエポックせいかちょうりせんもんがっこう）は、かつて埼玉県さいたま市大宮区仲町三丁目にあった私立専門学校。設置者は学校法人東京滋慶学園であった。

## 概要
調理師・パティシエなどの料理職人や、ソムリエ・バリスタなどを養成する専門学校であった。2010年4月、学校法人埼玉福祉学園より、埼玉ベルエポック製菓専門学校として開校。2013年4月に学校名を変更した。2021年4月には、法人合併によって運営法人が学校法人東京滋慶学園となった。2023年4月、埼玉福祉保育医療専門学校から改称した埼玉福祉保育医療製菓調理専門学校へ、調理師科とパティシエ科（1年制）を引き継いだ。